# 椰果少女組。
椰果少女組。（ココナッツ娘。）是一個Hello! Project旗下的日本女子組合，特色為所有成員皆來自夏威夷。該組合於1999年成立，已於2008年4月30日解散。

## 成員
- Ayaka（日语：長手絢香），1981年10月30日出生，1999年-2008年在籍
  - 本名，舊姓長手（ながて）、木村（きむら），日本兵庫縣神戶市出生，14歲隨母親移居夏威夷。2002年7月至2008年4月30日期間亦為小早安成員。2008年7月8日與職業高爾夫球手谷原秀人（日语：谷原秀人）結婚，育有一子。
- Mika Taressa Todd（日语：ミカ・タレッサ・トッド），1984年5月28日出生，1999年-2004年在籍
  - 日本名，美國夏威夷州歐胡島出身，父親為澳洲人，母親為日本人。
- Danielle Delaunay，1983年9月6日出生，1999年-2001年在籍
  - 美國夏威夷州茂宜島出身，美洲原住民。
- Chelsea Ching，1982年9月26日出生，1999年-2000年在籍
  - 美國夏威夷州出身，美籍華人。
- April Barbaran，1983年4月15日出生，1999年-2000年在籍
  - 美國夏威夷州出身，菲律賓人。
- Lehua Sandbo（英语：Lehua Sandbo），1983年2月7日出生，2000年-2002年在籍
  - 美國夏威夷州出身。

## 音樂作品

### 單曲
- （1999年7月23日）
- DANCE & CHANCE（1999年8月25日）
- （2000年5月17日）
- （2000年7月26日）
- （2001年8月22日）

### 影像
- （1999年10月21日）